# Утро
Вижте пояснителната страница за други значения на Утро.
Утрото (също сутрин или утрин) е първият дял от деня, който от своя страна е част от денонощието. Денят природно започва сутринта и завършва с вечерта.
Обикновено се смята, че утрото е от 4:00 часа до 9:00 часа, но точните граници са по-относителни в сравнение с останалите части на деня. За много хора сутринта започва с края на съня, за други хора – с изгрева на слънцето. В това определение утрото зависи от съответния сезон, през лятото изгревът е в пет часа, докато през зимата вече е около осем часа. Тази част от деня се смята и за най-красива и най-успешна.

## Явления в утрото
От метеорологична гледна точка, заради излъчването през нощта, сутринта е най-студената част от деня. Заради това тогава се появяват типичните феномени като сутрешната мъгла, роса и дори замръзване. От оптична гледна точка интересни са главно богатите цветове по време на зазоряване и изгрев. Също трябва да се спомене и сутрешната песен на птичките.